# 가르시아 2세 (갈리시아)
가르시아 2세(García II, 1042년? ~ 1090년)는 갈리시아 왕국의 왕이다. 페르난도 1세와 산차 사이에서 태어났다.
| 전임 페르난도 1세 | 갈리시아의 국왕 1065년 - 1071년 | 후임 산초 2세 알폰소 6세 |